# Beatriz av Viseu
Beatriz av Viseu, född 1430, död 1506, var en portugisisk prinsessa. Hon var mor till kung Manuel I av Portugal.